# Citómetro de flujo
La técnica de clasificación por citometria de  flujo se utiliza de forma rutinaria en un número de instalaciones para el sexado de espermatozoides de manera comercial para varios propósitos de la cría, particularmente usado en bovinos (Garner y Seidel, 2008). 
Consiste en mover el fluido que contiene el espermatozoide pasando por un detector de fluorescencia, un láser proporciona la longitud de onda correcta de la luz sin causar daño del DNA (Seidel, 2007). El equipo de sexado de espermatozoides es bastante fiable, pero complicado y costoso, pues un citometro de flujo cuesta en torno a 350.000 dólares.
En el sexado del espermatozoide tiene una precisión de 90% - logrado con un clasificador de espermatozoide MoFlo1 SX (DakoCytomation, Fort Collins, CO), operado a 50 psi (Seidel y Gamer, 2002).
La clasificación de la celda activado por fluorescencia se basa en una diferencia de 3.8% en el contenido de ADN de espermatozoides bovino X/Y. El ADN del espermatozoide se tiñe con un tinte fluorescente (generalmente Hoechst 33342) y sometido al citómetro de flujo y para su clasificación (Sharpe y Evans, 2009). Para mantener la viabilidad de espermatozoides buena, el máximo de clasificación de la tasa es limitado a 20 millones de espermatozoides/dosis. El semen sexado de bovino está comercialmente disponible y contiene 1 o 2 millones de espermatozoides por dosis. Usándose en las vaquillas del hato, en hatos bien manejados, se han observado porcentajes de gestaciones que van desde el 70 % al 90 % respecto al lote control no sexado (Seidel et al., 1999).
El sexado de espermatozoides con citometría de flujo es el medio más eficaz para sesgar la proporción del sexo a cualquier sexo. Sigue siendo el único método confiable, repetible y probado en la selección del sexo, con resultados en descendientes vivos, sano y reproductivamente funcional (Tubman et al., 2004).